# 脇村市太郎
脇村 市太郎（わきむら いちたろう、1874年（明治7年）10月18日 - 1960年（昭和35年）4月8日）は、日本の薬剤師、実業家。田辺銀行監査役、田辺町会議員。田辺市名誉市民。

## 人物
現在の田辺市で脇村市太夫の長男として生まれた。1893年（明治26年）帝国大学医科大学中退。家業の薬種商、山林業を営む。
1956年（昭和31年）に脇村奨学会を設立し、和歌山県の大学進学者に育英奨学金を支給している。
田辺市文化交流センター「たなべる」には脇村市太郎像が設置されている。

## 家族・親族
脇村家
- 父・市太夫[3]
- 妻・ゆき（1880年 - ?、和歌山、辻市郎の二女）[3]
- 男・義太郎[3][6]（1900年 - 1997年、経済学者）
- 男・禮次郎（1904年 - 1988年）
  - 同妻・祐子（1910年 - ?、東京、日清製粉創業者正田貞一郎の三女）
- 孫・春夫（禮次郎の子、第5代日本高等学校野球連盟会長）